# Francisco Eladio Tobar
Francisco Eladio Tobar Calderón (Sonsón, 11 de diciembre de 1866-Medellín, 7 de octubre de 1960) fue un político y abogado colombiano, que se desempeñó en dos ocasiones, una de manera interina, como gobernador de Antioquia. 

## Biografía
Nacido en Sonsón, hijo de Horacio Tobar Giraldo y de Isabel Calderón, realizó sus primeros estudios en el Colegio de Sonsón, del cual pasó a la Universidad de Antioquia, donde concluyó su educación secundario y realizó su carrera de Derecho. 
Comenzó su carrera en el sector público como Personero de Medellín, para posteriormente ser nombrado Fiscal del Circuito de Medellín y Juez Civil del Circuito de Santa Rosa de Osos. En 1897 se convirtió en Magistrado del Tribunal Superior de Medellín. Fue profesor de las Universidades de Antioquia y Bolivariana, además de enseñar la cátedra de legislación de Minas en la Escuela de Minas. En 1903 resultó elegido a la Asamblea de Antioquia. Ese mismo año fue nombrado Gobernador de Antioquia en reemplazo de Pompilio Gutiérrez Arango; al finalizar su mandato, que duró poco más de un mes, fue reemplazado por Clodomiro Ramírez. Al año siguiente, en 1904 fue nombrado Secretario de Hacienda de Antioquia. 
En 1909 fue de nuevo elegido a la Asamblea de Antioquia; en 1912, se convirtió en Secretario de Gobierno departamental bajo un nuevo mandato de Clodomiro Ramírez, en tal calidad, fue designado ese año como gobernador encargado de Antioquia. Entre 1915 y 1922 fue Senador de la República de Colombia, y entre 1926 y 1935 fue Representante a la Cámara. Fue abogado del Ferrocarril de Antioquia y cofundador de Mutualidad Nacional. Fue condecorado con la Cruz de Boyacá. 